# 예르코 레코
예르코 레코(크로아티아어: Jerko Leko, 1980년 4월 9일 ~ )는 크로아티아의 옛 축구 선수이며 포지션은 미드필더이다.

## 축구인 경력

### 클럽 경력
1999년 디나모 자그레브와 프로 계약을 체결하였다. 2001-02 시즌부터 주전으로 도약하였고 NK 바라주딘와의 컵대회 결승에선 MVP로 선정되기도 하였다.
2002년 우크라이나의 명문 클럽 디나모 키예프로 4백만 유로의 이적료로 이적하며 디나모 자그레브의 당시 최고 이적료 기록을 경신하였다.
2006년 6월 AS 모나코로 자유계약으로 이적하였다. 2009년 7월엔 울버햄프턴, 12월엔 첼시로의 이적설이 흘러나오기도 하였다.
2010년 6월 18일 터키의 부자스포르로 이적하였으며 1년 후 전 소속팀 디나모 자그레브로 복귀하였다.
2014년 8월 로코모티바로의 임대 이적이 발표되었다.

### 국가대표 경력
2002년 크로아티아와 헝가리의 친선 경기에서 A매치 데뷔전을 치렀으나 2002년 월드컵 최종 명단 승선에는 실패하였다.
이후 유로 2004와 2006년 월드컵, 유로 2008에서 크로아티아 대표팀 소속으로 활약하였다.